# Myiopagis gaimardii
A Myiopagis gaimardii a madarak (Aves) osztályának verébalakúak (Passeriformes) rendjébe és a királygébicsfélék (Tyrannidae) családjába tartozó faj.

## Rendszerezése
A fajt Alcide d’Orbigny francia természettudós írta le 1840-ben, a Muscicapara nembe Muscicapara gaimardii néven.

## Előfordulása
Panama, Trinidad és Tobago, valamint Bolívia, Brazília, Ecuador, Francia Guyana, Guyana, Kolumbia, Peru, Suriname és Venezuela területén honos. 
Természetes élőhelyei a szubtrópusi és trópusi síkvidéki esőerdők. Állandó, nem vonuló faj.

## Alfajai
- Myiopagis gaimardii bogotensis (Berlepsch, 1907)
- Myiopagis gaimardii gaimardii (Orbigny, 1840)
- Myiopagis gaimardii guianensis (Berlepsch, 1907)
- Myiopagis gaimardii macilvainii (Lawrence, 1871)
- Myiopagis gaimardii subcinerea Zimmer, 1941
- Myiopagis gaimardii trinitatis (Hartert & Goodson, 1917)[2]

## Megjelenése
Testhossza 13 centiméter, testtömege 12-14 gramm.

## Életmódja
Rovarokkal, bogyókkal és kisebb gyümölcsökkel táplálkozik.

## Természetvédelmi helyzete
Az elterjedési területe rendkívül nagy, egyedszáma pedig stabil. A Természetvédelmi Világszövetség Vörös listáján nem fenyegetett fajként szerepel.